# Santiago Gamboa
Santiago Gamboa (ur. 1965) – kolumbijski pisarz i dziennikarz.
Studiował literaturę na uniwersytecie w Bogocie. Następnie wyjechał do Europy, studiował filologię hiszpańską na Uniwersytecie Complutense w Madrycie. W 1990 osiadł w Paryżu, na Sorbonie studiował literaturę kubańską. Był dziennikarzem RFI, a także korespondentem kolumbijskiego dziennika El Tiempo. W późniejszych latach współpracował z różnymi czasopismami. Jest dyplomatą, był zatrudniony w przedstawicielstwie Kolumbii przy UNESCO i ambasadzie w Indiach. Obecnie mieszka w Nowym Delhi.
Jako pisarz debiutował w 1995 Páginas de vuelt. Oprócz powieści ma w swym dorobku także opowiadania, jego utwory były wydawane w antologiach. W 2002 opublikował reportaż z podróży po Chinach, Octubre en Pekín. Akcja jego powieści rozgrywa się w Kolumbii, ale także innych regionach świata, np. Chinach, posługuje się w nich kryminalną intrygą. Jego utwory były filmowane.

## Twórczość
- Páginas de vuelta (1995)
- Trzeba umieć przegrywać (Perder es cuestión de método 1997)
- Vida feliz de un joven llamado Esteban (2000)
- Oszuści (Los impostores 2001)
- Octubre en Pekín (2002)
- El Cerco de Bogotá (2004)
- El síndrome de Ulises (2005)
- Hotel Pekin (Hotel Pekin  2008)
- Necrópolis (2009)